# 431

431(사백삼십일)은 430보다 크고 432보다 작은 자연수다.

## 수학
- 83번째 소수(素數)다. 앞의 소수는 421, 다음 소수는 쌍둥이 소수인 433이다.
  - 23번째 소피 제르맹 소수로, {\displaystyle 431\times 2+1}의 값인 863도 소수다. 앞의 소피 제르맹 소수는 419, 다음은 443이다.
  - 23번째 슈퍼 소수로, 431의 소수 순번인 83도 소수다. 앞의 슈퍼 소수는 401, 다음은 461이다.
- {\displaystyle 431=47+53+59+61+67+71+73}
  - 연속하는 소수(素數) 7개의 합으로 나타낼 수 있으며, 이 성질을 지닌 앞의 수는 401, 다음 수는 463이다.
- {\displaystyle 431=2^{9}-3^{4}}
- {\displaystyle 95^{5}-1}은 431로 나누어떨어진다.

## 과학
- NGC 431(영어판): 안드로메다자리 방향에 있는 렌즈형은하.
- 431 네펠레(영어판, 일본어판): 1897년 12월 18일 발견된 테미스족 소행성.

## 교통

### 항공
- 케냐 항공 431편 추락 사고 (2000년)

### 철도
- 수도권 전철 4호선 동작역의 역번호.

### 도로
- 일본 431번 국도(일본어판): 시마네현 이즈모시에서 돗토리현 요나고시까지 이어지는 일본의 국도.
- 현도 제431호선

## 군사
- U-431(영어판): 제2차 세계 대전에 사용된 나치 독일의 군용 잠수함.

## 문화유산
- 대한민국의 보물 제431호: 경산 팔공산 관봉 석조여래좌상
- 대한민국의 사적 제431호: 홍성 홍주의사총

## 기타
- 연도: 431년, 기원전 431년